# Sundtjärnen (Vilhelmina socken, Lappland, 722646-150327)
Sundtjärnen är en sjö i Vilhelmina kommun i Lappland och ingår i Ångermanälvens huvudavrinningsområde. Sjön har en area på 0,104 kvadratkilometer och ligger 544,1 meter över havet.

## Delavrinningsområde
Sundtjärnen ingår i det delavrinningsområde (722686-150373) som SMHI kallar för Utloppet av Lillsjön. Medelhöjden är 536 meter över havet och ytan är 3,8 kvadratkilometer. Det finns inga avrinningsområden uppströms utan avrinningsområdet är högsta punkten. Vattendraget som avvattnar avrinningsområdet har biflödesordning 5, vilket innebär att vattnet flödar genom totalt 5 vattendrag innan det når havet efter 390 kilometer. Avrinningsområdet består mestadels av skog (93 procent). Avrinningsområdet har 0,26 kvadratkilometer vattenytor vilket ger det en sjöprocent på 6,9 procent.